# Żagań
Żagań (['ʐagaɳ]?, fransk og tysk: Sagan, tjekkisk: Záhaň og latin: Saganum) er hovedbyen i Gmina Żagań i Powiat żagański i den vestlige del af Polen. Byen er beliggende i voivodskabet Lubusz ved floden Bóbr. Byen er bl.a. kendt for det barokke Żagańslot fra 1670 og den tidligere krigsfangelejr Stalag Luft III.

## Monumenter
- Żagańslottet
- Palace park
- Post-augustinian komplekset
- Post-franciscan komplekset
- Post-evangelical kirketårnet

## Sport
Żagań er hjemsted for følgende sportsklubber:
- Czarni Żagań – fodboldklub, som nu spiller i II Liga (3. hold)
- WKS Sobieski Żagań – volleyballklub, som nu spiller i II liga (3. hold)
- KS Bóbr Żagań – volleyball og rugbyklub
- UKS Orzeł Żagań – ungdoms-floorballklub

## Kendte personer fra Żagań
- Johannes Kepler (1571–1630), tysk astronom, matematiker og astrolog. Han boede i perioden 1628-1630 i Żagań.
- Albrecht von Wallenstein (1583–1634), hertug af Żagań fra 1627 til 1634.
- Johann Ignaz von Felbiger (1724–1788), uddannelsesreformator, og medlem Augustinerordenen i Żagań.
- Peter von Biron (1724–1800), hertug af Żagań fra 1786 til 1800.
- Louis XVIII (1755–1824), fremtidig konge af Frankrig. Han tilbragte flere måneder af 1793 i Żagań.
- Stendhal (1783–1842), fransk forfatter. Han tilbragte flere måneder af 1813 i Żagań.
- Dorothea de Talleyrand-Périgord (1793–1862), prinsesse af Żagań fra 1844 til 1862.
- Honoré de Balzac (1799–1850), fransk forfatter. Han tilbragte to uger i 1847 i Żagań.
- Franz Liszt (1811–1886), ungarsk komponist og pianist, som to gange besøgte Żagań.
- Božena Němcová (1820–1862), tjekkisk forfatter. Hun besøgte to gange Żagań.
- Adolf Engler (1844–1930), tysk botaniker, født i Żagań,
- Reinhold Röhricht (1842–1905), tysk historiker. Han studerede i Żagań fra 1852 til 1862
- Bronisława Wajs (1908–1987), polsk-rumænsk klassisk digter. Hun levede i Żagań i 50'erne.
- Wolfgang Samuel (født 1935), amerikansk forfatter, født i Żagań. Han fortæller om sin barndoms flugt fra de russiske tropper i sin erindringsbog, German Boy.
- Waldemar Skrzypczak (født 1956), polsk general, fra 2006 til 2009 kommandør af Wojska Lądowe RP. Fra 2003 til 2006 var han chef for den 11. Armoured Cavalry Division i Żagań.
- Tadeusz Buk (1960–2010), polsk general, fra 2009 til 2010 kommandør af Wojska Lądowe RP. Fra 2002 til 2005 var han chef for den 34. Armoured Cavalry Brigade i Żagań.
- Mariusz Jurasik (født 1976), polsk håndboldspiller. Han begyndte sin karriere i WKS Sobieski Żagań
- Łukasz Garguła (født 1981), polsk fodboldspiller. Han spiller for Wisła Kraków og Polens fodboldlandshold

## Internationale relationer

### Søsterbyer
- Duns, Skotland
- Netphen, Tyskland
- Ortrand, Tyskland
- Teltow, Tyskland